# Urszula Głowacka-Maksymiuk
Urszula Głowacka-Maksymiuk (ur. 2 stycznia 1939) – polska historyk, archiwistka,  doktor nauk humanistycznych. 

## Życiorys
Urszula Głowacka-Maksymiuk urodziła się 2 stycznia 1939 r. w Lubinie, powiat lipnowski (Kujawy). Ukończyła Liceum Ogólnokształcące im. Romualda Traugutta w Lipnie (1957). W latach 1957–1962 studiowała historię z archiwistyką na Uniwersytecie im. Mikołaja Kopernika w Toruniu, uzyskując dyplom magistra.  
Pracę zawodową rozpoczęła w 1962 r. w Archiwum Państwowym m. st. Warszawy i Województwa Warszawskiego na stanowisku asystenta naukowo-badawczego. W 1964 r. przeniosła się do Oddziału Terenowego tegoż Archiwum w Siedlcach, gdzie w 1969 r. objęła funkcję kierownika. W 1976 r. oddział ten uzyskał rangę Wojewódzkiego Archiwum Państwowego w Siedlcach, a Urszula Głowacka-Maksymiuk została powołana na stanowisko dyrektora. Funkcję tę pełniła do przejścia na emeryturę w 2007 r.
Od początku pracy zawodowej była aktywna w działalności naukowej, opracowując i publikując wiele artykułów i rozpraw z historii regionu i źródłoznawstwa. W latach 1972–1976 pracowała (dodatkowo) w Stacji Naukowej Mazowieckiego Ośrodka Badań Naukowych. Stacja w Siedlcach prowadziła w tym czasie dwa seminaria doktoranckie. Inną cenną inicjatywą tej placówki było wydawanie pierwszego w Siedlcach rocznika popularno-naukowego o nazwie “Siedlce”. Urszula Głowacka-Maksymiuk pełniła funkcję sekretarza redakcji tego wydawnictwa. 
Wykorzystując doświadczenie z wydawaniem regionalnego czasopisma, założyła w 1977 r. wydawnictwo periodyczne pod nazwą “Prace Archiwalno-Konserwatorskie”, do dziś wydawane przez Archiwum Państwowe w Siedlcach. W momencie założenia było ono jedynym w kraju własnym wydawnictwem Archiwum Państwowego o zasięgu terenowym (teren województwa siedleckiego). 
Obok pracy zawodowej aktywnie działała w życiu społecznym i kulturalnym Siedlec i regionu. Przez wiele lat pełniła funkcję prezesa Towarzystwa Miłośników Podlasia i prezesa Oddziału Polskiego Towarzystwa Historycznego. Współpracowała z Siedleckim Towarzystwem Naukowym. Była członkiem kolegiów redakcyjnych regionalnych periodyków, jak np. “Rocznik Liwski”, “Wschodni Rocznik Humanistyczny”, “Szkice Podlaskie” itp. Była prezesem Fundacji Rozwoju Badań Regionalnych “Sigilium”. Opublikowała też wiele artykułów popularno-naukowych w regionalnej prasie. 
W 1981 r. obroniła pracę doktorską na Uniwersytecie Warszawskim, uzyskując stopień doktora nauk humanistycznych. Była też wykładowcą na Akademii Podlaskiej (obecnie Uniwersytet Przyrodniczo-Humanistyczny w Siedlcach), wykładając źródłoznawstwo i archiwistykę. 
Dużo inicjatyw i pracy włożyła w rozwój badań regionalnych. Współpracując z innymi placówkami naukowymi (Instytutem Historii UW, Instytutem Historii Akademii Podlaskiej i innymi), organizowała sesje naukowe, których pokłosiem były wydawnictwa książkowe z historii regionu, w tym też zbiorowe monografie miast podlaskich (Siedlce, Biała Podlaska, Łuków, Węgrów), których jest też współautorką. Weszła w skład Diecezjalnej Komisji Historycznej diecezji siedleckiej.
Była też organizatorką wielu wystaw dokumentów archiwalnych, zwłaszcza z okazji ważnych rocznic patriotycznych. W latach 80. XX w. współdziałała z siedlecką opozycją demokratyczną. 
W swoim dorobku zawodowym ma również opracowanie wielu inwentarzy zespołów akt (z zasobu Archiwum w Siedlcach), referaty na zebrania naukowe, recenzje, kwerendy naukowe w archiwach w Petersburgu i Moskwie oraz kwerendy w Archiwum Watykańskim. 

## Odznaczenia
Ordery
- Krzyż Kawalerski Orderu Odrodzenia Polski (1998)[12]
- Brązowy Krzyż Zasługi (1972)
- Srebrny Krzyż Zasługi (1979 i 1995)
- Medal Stulecia Odzyskanej Niepodległości (2022)[13]

Nagrody 
- Polcul Foundation (za działalność społeczno-kulturalną na Podlasiu (1991)[14]
- “Aleksandria” - nagroda Prezydenta Miasta Siedlce (1996)[15]
- Nagroda im. Ludomira Benedyktowicza (1995)

Medale, odznaki i dyplomy 
- Medal Towarzystwa Przyjaciół Nauk w Międzyrzecu Podlaskim za osiągnięcia w pracy naukowo-badawczej (1976)
- Srebrny Medal Opiekuna Miejsc Pamięci (1980)
- Srebrny Medal Opiekuna Miejsc Pamięci (1997)
- Medal za zasługi dla Siedleckiego Towarzystwa Naukowego (2005)
- Medal za Zasługi dla Muzeum Diecezjalnego i życia kulturalnego Regionu (2007)
- Medal za Zasługi dla Diecezji Siedleckiej (2016)
- Odznaka 1000-lecia Państwa Polskiego (1966)
- Srebrna Odznaka za zasługi dla województwa warszawskiego (1971)
- Odznaka za Zasługi dla Archiwistyki (1978)
- Dyplom “Piękniejsza Polska. Ruch pod patronatem Prezydenta Polski Aleksandra Kwaśniewskiego” przyznany za “tworzenie piękna, którym możemy szczycić się przed światem” (2004)

### Publikacje[16]
Książki 
- Gubernia Siedlecka w latach rewolucji 1905-1907, Państwowe Wydawnictwo Naukowe, Warszawa 1985, s. 187, ISBN 8301057815 : 9788301057817
- Ulice Siedlec. Historia, patroni, zabytki, Siedlce 1997, s. 172, ISBN : 839069350X
- Aleksandra z Książąt Czartoryskich Ogińska, Siedlce 2003, ISBN 83-906935-8-5
- Inwentarz dóbr klucza siedleckiego z 1776, współautor Janina Gardzińska, Siedlce-Warszawa 2005, s. 152, ISBN 8391995313, 9788391995310
- Źródła do dziejów regionu, współredaktor Grzegorz Welik, Siedlce, ISBN 9788390693576, 8390693577
- Unici Podlascy – Martyrologia Unitów Podlaskich w świetle najnowszych badań naukowych, współredaktor prof. dr hab. Jerzy Skowronek, t. 1, Siedlce 1996, s. 354, ISBN 9788390606804, 8390606801
- Józefów (14 kwietnia 1940), Siedlce 1989, s. 39 – broszura rocznicowa

Artykuły 
- Chłopi regionu bialskopodlaskiego w rewolucji 1905-1907, “Rocznik Bialskopodlaski”, t. III: 1995, s. 99-110
- Erazm Chejło - bojownik rewolucji 1905 roku, “Zeszyty Metodyczne. Vademecum Działacza Kultury”, nr 4, cz. 1, s. 59 – 67, Siedlce 1982, [wyd. Centrum Kultury i Sztuki Województwa Siedleckiego i Muzeum Okręgowe w Siedlcach]
- Łuków i okolice rewolucji 1905-1907 roku, [W:] Łuków i okolice w XIX i XX wieku, Materiały z sesji naukowej z okazji 750-lecia miasta Łukowa, pod red. Romualda Turkowskiego, Warszawa 1989, s. 73-81
- Odezwy Siedleckiego Komitetu Robotniczego PPS z okresu rewolucji 1905-1907, “Prace Archiwalno-Konserwatorskie na Terenie Województwa Siedleckiego”, z. 3, 1982, s. 123-136
- Powiat węgrowski w latach rewolucji 1905-1907 [W:] Węgrów. Dzieje miasta i okolicy w latach 1441-1944, Węgrów 1991, s. 199-210
- PPS i Bund w latach rewolucji 1905-1907 na terenie guberni siedleckiej w świetle akt Zarządów Żandarmerii, “Rocznik Mazowiecki”, t. 6: 1976, s. 205-220
- Reperkusje rewolucji październikowej na Podlasiu i Wschodnim Mazowszu, “Prace Archiwalno-Konserwatorskie na Terenie Województwa Siedleckiego”, z. 2, 1980, s. 44-48
- Rewolucja 1905-1907 w regionie bialskim, [W:] Z nieznanej przeszłości Białej i Podlasia, praca zbiorowa, wstęp Jerzy Skowronek, opracowanie Tadeusz Wasilewski i Tadeusz Krawczak, Biała Podlaska 1990, s. 309-327
- Rewolucja 1905-1907 w Siedleckiem, [W:] Społeczeństwo Siedleckie w walce o wyzwolenie narodowe i społeczne, praca zbiorowa pod red. J. R. Szaflika, Warszawa 1981, s. 53-58
- Rola carskiej administracji i wojska w likwidacji Unii na Podlasiu [W:] Unici Podlascy, t. 1: Martyrologia Unitów Podlaskich w świetle najnowszych badań historycznych, Siedlce 1996, s. 113-132
- Siedlce stolicą województwa, [W:] Siedlce 1448-1995, praca zbiorowa pod red. Edwarda Pawłowskiego, Siedlce 1996, s. 197-232
- Strajk robotników w Międzyrzecu w okresie rewolucji 1905-1907, “Rocznik Międzyrzecki”, t. 4: 1972, s. 175-182
- Tydzień Archiwów Polskich, “Siedlce”, II, Siedlce 1975, s. 125-126
- Walka o język polski w szkole i administracji w latach rewolucji 1905-1907 na terenie guberni siedleckiej, “Szkice Podlaskie”, 1983, s. 43-58, Siedlce 1983
- Wieś siedlecka w okresie rewolucji 1905-1907, [W:] Wieś, Chłopi, Ruch Ludowy Państwo, praca zbiorowa, Warszawa 1996, s. 314-323
- Wydarzenia rewolucyjne lat 1905-1907 w Siedlcach, [W:] Rewolucja 1905-1907 na Mazowszu i Podlasiu [praca zbiorowa], Warszawa 1968, s. 141-153
- Zasób aktowy Wojewódzkiego Archiwum Państwowego w Siedlcach (zawartość źródłowa), “Prace Archiwalno-Konserwatorskie na Terenie Województwa Siedleckiego”, z. 1, 1977, s. 46-77
- Źródła archiwalne do badań językoznawczych w zasobie Archiwum Państwowego w Siedlcach, “Prace Archiwalno-Konserwatorskie na Terenie Województwa Siedleckiego”, z. 5, 1986, s. 3-6
- Źródła do badań nad historią regionu siedleckiego w okresie kształtowania się władzy ludowej, “Prace Archiwalno-Konserwatorskie na Terenie Województwa Siedleckiego”, z. 2, 1980, s. 57-66
- Źródła do dziejów Sokołowa Podlaskiego, [W:] Dzieje Sokołowa Podlaskiego i jego regionu, Warszawa 1981, s. 331-346
- Przyjęcie Najjaśniejszego Pana Stanisława Augusta Króla Polskiego, Wielkiego Książęcia Litewskiego, Ruskiego, Pruskiego, Mazowieckiego, Żmudzkiego, Kijowskiego, Wołyńskiego, Podolskiego, Inflanckiego, Smoleńskiego, Siewierskiego i Czernichowskiego, Pana Naszego Miłościwego w Siedlcach 1783, “Prace Archiwalno-Konserwatorskie na Terenie Województwa Siedleckiego”, współaut. Janina Gardzińska, z. 9, 1995, s. 64-114
- Właściciele Siedlec. Pruszyńscy, Siedleccy, Olędzcy, Czartoryscy, [W:] “Prace Archiwalno-Konserwatorskie”, z. 10, s. 5-28
- Akta Sądu Okręgowego w Siedlcach z lat 1876-1915 (Historia urzędu, system kancelaryjny, zawartość aktowa), [W:] “Prace Archiwalno-Konserwatorskie”, z. 11, 1999, s. 51-63
- Towarzystwo kredytowe miejskie (historia, typ kancelarii, zawartość źródłowa akt), [W:] “Prace Archiwalno-Konserwatorskie”, z. 12, 2001, s. 77-116
- Miasto rezydencjonalne księżnej Aleksandry Ogińskiej, [W:] “Prace Archiwalno-Konserwatorskie”, z. 13, 2002, s. 9-22
- Zarządy Żandarmerii w guberni siedleckiej (historia, typ kancelarii, wartość źródłowa akt), [W:] “Szkice Podlaskie”, t. 8, 2001, s. 141-150
- Dwór księżnej Aleksandry Ogińskiej jako ośrodek życia kulturalnego na Podlasiu, [W:] “Szkice Podlaskie”, t. 10, 2002, s. 9-16
- Wydarzenia rewolucji 1905 roku w guberni siedleckiej, [W:] Dziedzictwo Rewolucji 1905-1907, Warszawa-Radom 2007, s. 289-300
- Ziemianie w akcji gminnej i tajnym nauczaniu na przełomie XIX i XX wieku, [W:] Szlachta podlaska od połowy XIX wieku do II Rzeczypospolitej, Siedlce 2012
- Polskie procesy informacyjne przed prowizjami biskupów i opatów w seriach: Processus Consistorailes i Processus Datarie Archiwum Watykańskiego (1588-1906), opracowanie naukowe Wiesława Cichosz, Hieronim Fokciński, Urszula Głowcka-Maksymiuk, publikacja: Naczelna Dyrekcja Archiwów Państwowych, Warszawa 1915, s. 126